# Heliodoxa leadbeateri
A Heliodoxa leadbeateri  a madarak osztályának sarlósfecske-alakúak (Apodiformes)  rendjébe és a kolibrifélék (Trochilidae) családjába tartozó faj.

## Rendszerezése
A fajt Jules Bourcier francia ornitológus írta le 1843-ban, a Trochilus nembe Trochilus Leadbeateri néven.

## Alfajai
- Heliodoxa leadbeateri leadbeateri (Bourcier, 1843)
- Heliodoxa leadbeateri otero (Tschudi, 1844)
- Heliodoxa leadbeateri parvula Berlepsch, 1887
- Heliodoxa leadbeateri sagitta (Reichenbach, 1854)[2]

## Előfordulása
Az Andok-hegységben, Bolívia, Kolumbia, Ecuador, Peru és Venezuela területén honos. Természetes élőhelyei a szubtrópusi vagy trópusi síkvidéki és hegyi esőerdők, lombhullató erdő és cserjések, valamint ültetvények. Állandó, nem vonuló faj.

## Megjelenése
Testhossza 11-12 centiméter, testtömege 6,6-8,5 gramm.
|  |  |

## Életmódja
Nektárral táplálkozik.

## Természetvédelmi helyzete
Az elterjedési területe nagyon nagy, egyedszáma viszont csökken, de még nem éri el a kritikus szintet. A Természetvédelmi Világszövetség Vörös listáján nem fenyegetett fajként szerepel.